# Forezie

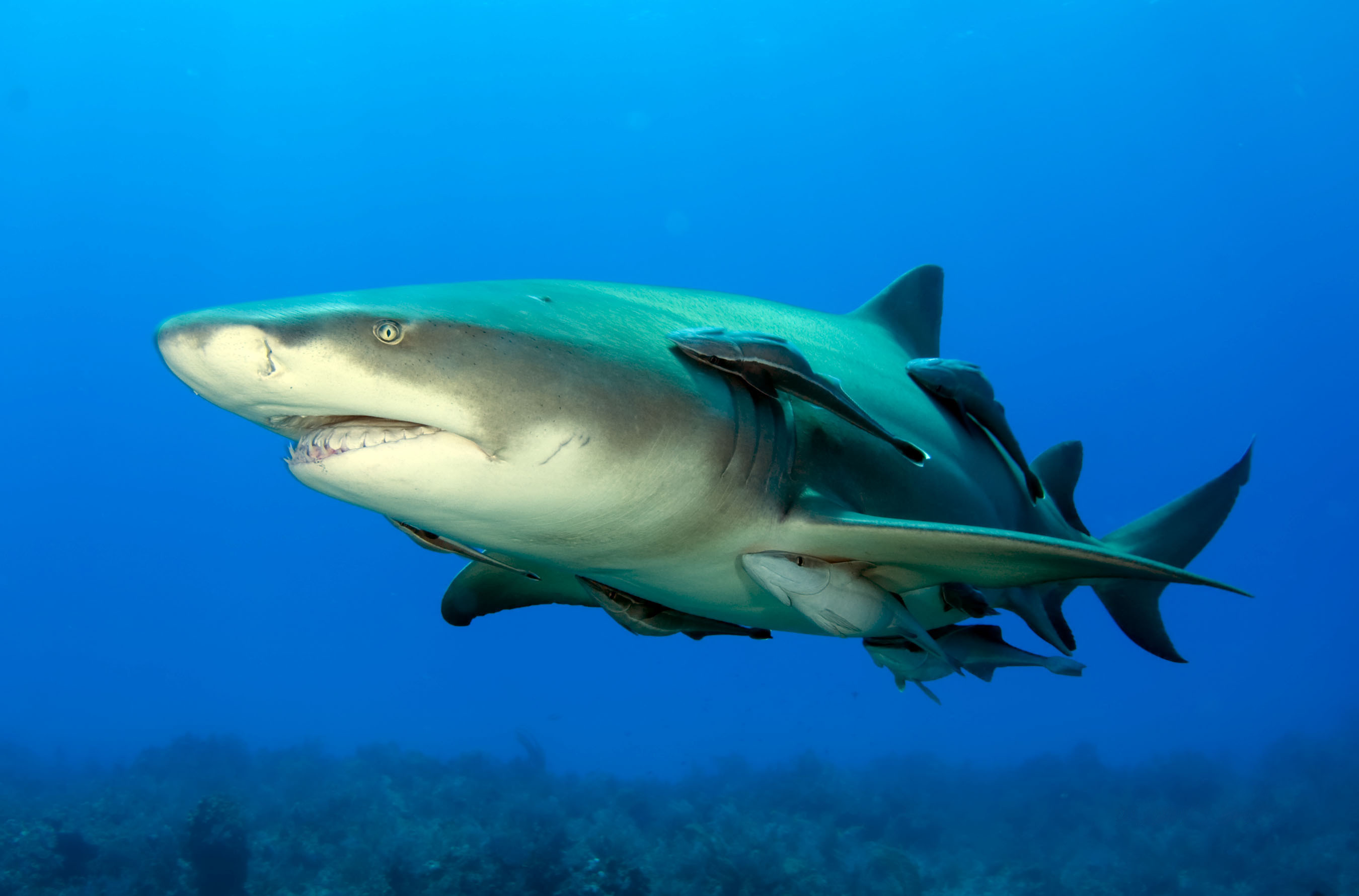
Peştii ventuză (Remora remora), transportați de un rechin

Forezia (din greaca phorēsis = a fi purtat, a fi transportat) este o metodă de răspândire în lumea animală prin care indivizii unei specii mai puțin mobili sunt transportați pe distanțe mari de reprezentanții altor specii, fără ca între cele două organisme să existe relații de parazitism. Această metodă este adoptată de diverse animale care își caută noi surse de hrană, sau de către paraziți atunci când caută o nouă gazdă. Forezia poate fi temporară sau definitivă și este larg răspândită la acarieni, dar și la unele insecte care se fixează pe un animal cu aripi (insecte, păsări, lilieci) pentru a fi transportate dintr-un loc în altul.
Gândacul de bălegar (Geotrupes stercorarius) transportă acarianul (Parasitus coleoptratorum), care, contrar numelui său, nu este parazit, hrănindu-se cu substanțe organice în putrefacție, viermișori, larve. Unele specii de păduchi de păsări, atunci când gazda lor moare, se fixează de muștele hematofage pentru a găsi o nouă gazdă. Unele insecte parazite, care își depun ouăle în ouăle altor insecte, se fixează de adulții speciei gazdă pentru a-și asigura accesul imediat la ouăle lor atunci când gazda le depune. În același mod pot fi transportate și ouăle. Astfel musculița Dermatobia hominis se prinde pe o insectă purtătoare, pe care atașează aproximativ 30 de ouă. Atunci când insecta purtătoare ajunge la o gazdă bovină sau umană, ouăle eclozează rapid și larvele se eliberează singure de pe insecta purtătoare, invadând foliculii noii lor gazde, unde își continuă dezvoltarea.
Peștele ventuză (Remora remora), care este un înotător rău, are o placă adezivă pe suprafața capului, cu care se prinde de corpul altor pești buni înotători (rechini, cașaloți) pentru a ajunge în alte locuri, lărgindu-și astfel arealul de răspândire.